# Ai Kago
Ai Kago (加護 亜依, Kago Ai), née le 7 février 1988 à Yamatotakada (Nara, Japon est une ex-idole japonaise, chanteuse, actrice, modèle, connue d'abord pour ses activités au sein des groupes J-pop Morning Musume et Mini Moni du Hello! Project, puis pour une série de scandales relatifs très médiatisés, ayant entraîné son renvoi du H!P.

## Biographie

### Hello Project (2000-2005)
Ai Kago débute à 12 ans en 2000, intégrée le 15 avril dans le populaire groupe pop Morning Musume avec la "4e génération" après une audition télévisée, et participe également aux "sous-groupes" Tanpopo de mi-2000 à mi-2002, Mini Moni de fin 2000 à mi-2004 (ce dernier très populaire chez les enfants), et Morning Musume Sakura Gumi en 2003–2004, ainsi qu'à plusieurs groupes "shuffle units" temporaires avec d'autres membres du Hello! Project (3nin Matsuri en 2001, Happy 7 en 2002, SALT5 en 2003, et H.P. All Stars en 2004).
Elle et sa collègue et amie Nozomi Tsuji forment un duo médiatique inséparable, et sont surnommées "les jumelles". Désormais populaire, elle participe avec ses groupes à de nombreux shows télévisés, joue dans quelques films et séries TV (drama), et inspire même en partie la création de l'héroïne du manga et anime Full Moon wo sagashite, d'après sa dessinatrice. Mi-2004, à la séparation de Mini Moni, elle quitte également Morning Musume avec Tsuji pour former le duo W, toujours dans le cadre du H!P. Elle figure aussi avec elle dans le livre Guinness des records en 2005 et 2006 pour avoir fait tourner le plus grand hula hoop du monde en 2004, après avoir déjà décroché provisoirement ce record en 2003.

### Premiers scandales (2006-2007)
En février 2006, à l'âge de 18 ans, Ai Kago est photographiée par un journal à scandale dans un restaurant en train de fumer, acte illégal au Japon pour les mineurs de moins de 20 ans et moralement choquant pour une idole si populaire auprès des enfants, causant un véritable scandale médiatique. En conséquence, elle est suspendue de toute activité par son agence Up-Front qui l'assigne à résidence chez ses parents à Nara pour une durée indéterminée, sans salaire, pour pouvoir espérer un éventuel retour à une date ultérieure, voire à sa majorité.
À ses dires ruinée par des dettes familiales et marquée par cette forme d'incarcération, elle demande au bout d'un an à être réintégrée dans l'agence ; elle s'y voit d'abord proposer à partir de janvier 2007 un simple travail d'office lady effectuant l'accueil et de petits services, à titre de test en attendant de pouvoir reprendre ses activités artistiques. Mais au bout de deux mois, elle est à nouveau photographiée par un journal à scandale sortant d'un hôtel ryokan en compagnie intime d'un homme marié de 36 ans, et fumant encore bien que toujours mineure, causant un nouveau scandale et entraînant cette fois son renvoi définitif d'Up-Front et du Hello! Project en mars 2007.

### Retour à la scène (2008-2010)
Après une nouvelle année de retrait et un séjour à Los Angeles, Ai Kago fait son retour en 2008 à 20 ans, désormais majeure, au sein d'une nouvelle agence ; elle ouvre d'abord un blog très fréquenté, puis réalise divers projets : d'abord une interview télévisée où elle évoque ses scandales et une tentative de suicide liée sans conséquences, puis un rôle dans le film chinois Kung Fu Chefs avec Sammo Hung qui sortira en février 2009, un livre Kago Ai Live sur les difficultés de l'adolescence, un DVD Kago Channel édité par Avex, un photobook sexy Super Cargo...
Son premier single en solo, No Hesitation, sort le 24 juin 2009 au Japon sur un label indépendant, trois jours avant la sortie d'un film d'horreur dans lequel elle joue, Ju-on : Kuroi Shojo, l'un des deux nouveaux films vidéo de la série Ju-on. 
Son premier album en solo, composé de reprises de vieux titres américains de jazz, sort le 31 mars 2010. Elle tourne ensuite à nouveau à Hong Kong dans le film d'horreur chinois The Haunting Lover. Le 11 septembre 2010, elle donne un mini-concert à New York.

### Nouveaux scandales (2009-2015)
En mars 2009, un nouveau scandale médiatique éclate quand une jeune mère de famille de trois enfants l'accuse publiquement d'avoir entretenu une liaison avec son mari, l'acteur Hidejiro Mizumoto (33 ans), provoquant leur divorce en janvier précédent, et les poursuit tous deux en justice pour obtenir de chacun d'eux des réparations financières comme le permet la loi japonaise. Seul l'ex-mari est finalement condamné à lui verser des dédommagements en mai suivant.
En juin 2011, certains médias révèlent qu'Ai Kago est en litige avec son agence d'artiste pour laquelle elle refuse de se produire depuis le début de l'année, sous l'influence présentée comme négative d'un nouveau compagnon de vingt ans plus âgé qu'elle. Ils révèlent aussi qu'elle serait également poussée à se tourner vers une carrière pornographique plus lucrative (elle reconnaitra ce fait quatre ans plus tard), le journal à scandale Weekly Asahi Geinō allant jusqu'à avancer l'existence d'une proposition d'un contrat de 100 000 000 de yen (1 000 000 d'euros) pour le tournage de cinq films de ce type ; Ai Kago doit réfuter ces rumeurs concernant une possible future carrière d'AV idol, mais reconnait avoir unilatéralement rompu son contrat en novembre sans l'accord de l'agence. Son président annoncera en fin d'année dans un journal son intention de porter plainte contre elle pour la rupture de son contrat, et de lui réclamer une somme de 100 000 000 de yen en dédommagement des pertes financières qui en auraient découlé (à priori sans suite).
Le compagnon de Kago, Haruhiko Ando (44 ans), soupçonné d'entretenir des liens avec un clan mafieux (yakuza), est arrêté par la police le 6 septembre 2011 pour extorsion après avoir menacé un créancier (il sera relâché quelques jours après, sans suites) ; Ai Kago, présente lors de l'arrestation, est interrogée par la police sur l'affaire. Le matin du 11 septembre, elle semble faire une tentative de suicide, après avoir alerté un membre de son entourage professionnel : retrouvée dans son appartement avec les poignets légèrement tailladés et dans un état d'hébétude probablement dû à une importante ingestion de médicaments, elle est transportée à l'hôpital, où il est rapidement déclaré que ses jours ne sont pas en danger,. Elle en sort après quelques jours d'hospitalisation, puis, après un mois de silence, elle recommence à bloguer, déclarant aller bien désormais.
Le 20 décembre 2011, elle annonce s'être mariée dans le mois avec Ando (qui prend le nom de sa femme) et être enceinte ; elle met au monde une fille le 22 juin 2012. En octobre 2014, son mari Haruhiko Kago est à nouveau arrêté par la police pour un prêt sur gage illégal, mais sans suite judiciaire, entraînant cependant l'arrêt des activités d'Ai Kago avec son nouveau groupe Girls Beat ; celle-ci annonce finalement en avril 2015 son intention de divorcer. En mai suivant, elle porte plainte pour violence conjugale contre son mari, qui est arrêté pour l'avoir battue le 12 mai ; mais les charges contre lui sont abandonnées un mois plus tard, sans qu'aucune raison ne soit officiellement donnée. Ai Kago annonce cependant par la suite avoir obtenu le divorce fin juin.

### Girls Beat!! (2014-2016)
Sans agence depuis 2011, la carrière d'Ai Kago est alors en pause. En septembre 2013, elle la reprend en signant avec une agence d'artistes récemment créée, Ifu Hyôhyô ; en fin d'année est lancée une série d'auditions (intitulée "Girls Unit Project") pour trouver des chanteuses pour former un nouveau groupe musical avec elle. En juin 2014 est annoncé le lancement du groupe, un trio nommé Girls Beat !!, avec Remi Kita (ex-membre du groupe Akihabara Backstage Pass) et Ryona Himeno ; un premier single est annoncé pour le mois suivant, Sekai Seifuku qui sortira le 22 juillet. Après un deuxième single Mada, Yareru qui sort le 10 septembre suivant, le groupe compte recruter de nouveaux membres, mais les auditions sont annulées suit à l'arrestation du mari de Kago en octobre, et le groupe suspend alors ses activités. Remi Kita quitte le groupe en mai 2015 à la suite du non-renouvellement de son contrat. Le groupe annonce en septembre suivant reprendre ses activités, mais d'abord sans Ai Kago qui a mis sa carrière en pause à la suite de son divorce en juin ; de nouvelles auditions sont annoncées pour recruter de nouveaux membres. Kago annonce en novembre reprendre ses activités avec le groupe le mois suivant. Une troisième membre est choisie en décembre : Yui Momose.
Le 29 février 2016, Ai Kago quitte Girls Beat!!, qui continue en duo ; elle figure cependant sur le premier album du groupe qui sort le 19 mars suivant, intitulé Get Ready.

### Retrait (2016-présent)
En août 2016, Ai Kago se remarie, et met au monde un second enfant en février suivant, un garçon.

## Groupes
Au sein du Hello! Project
- Morning Musume (2000-2004)
- Tanpopo (2000-2002)
- Minimoni (2000-2004)
- 3nin Matsuri (2001)
- Happy 7 (2002)
- Morning Musume Sakura Gumi (2003–2004)
- SALT5 (2003)
- W (2004–2006)
- H.P. All Stars (2004)
- Hello! Project Shirogumi (2005)

Autres
- Girls Beat (2014-2016)

## Discographie

### En solo
Single
Album
Participations (post H!P)
- 10 février 2010 : Kirakira Majocco Cluv (album avec divers artistes)
  - Lum no Love Song (par Ai Kago et Brian Hardgroove de Public Enemy)
  - Himitsu no Akko-chan (par Ai Kago × Paolo Scotti)

### Avec Morning Musume
Singles
- 17 mai 2000 : Happy Summer Wedding
- 6 septembre 2000 : I Wish
- 13 décembre 2000 : Renai Revolution 21
- 25 juillet 2001 : The Peace!
- 31 octobre 2001 : Mr. Moonlight ~Ai no Big Band~
- 20 février 2002 : Sōda! We're Alive
- 24 juillet 2002 : Do it! Now
- 30 octobre 2002 : Koko ni Iruzee!
- 19 février 2003: Morning Musume no Hyokkori Hyōtanjima
- 23 avril 2003 : As For One Day
- 30 juillet 2003 : Shabondama
- 6 novembre 2003 : Go Girl ~Koi no Victory~
- 21 janvier 2004 : Ai Araba It's All Right
- 12 mai 2004 : Roman ~My Dear Boy~
- 22 juillet 2004 : Joshi Kashimashi Monogatari

Albums
- 31 janvier 2001 :  Best! Morning Musume 1
- 27 mars 2002 :  4th Ikimasshoi!
- 26 mars 2003 :  No.5
- 31 mars 2004 :  Best! Morning Musume 2

(+ compilations du groupe)

### Avec Tanpopo
Singles
- 5 juillet 2000 : Otome Pasta ni Kandō
- 21 février 2001 : Koi wo Shichaimashita!
- 21 novembre 2001 : Ōjisama to Yuki no Yoru

Album
- 4 septembre 2002 : All of Tanpopo

(+ compilations du groupe)

### W
Singles
- 19 mai 2004 : Koi no Vacance
- 18 août 2004 : Aa Ii Na!
- 14 octobre 2004 : Robo Kiss
- 9 février 2005 : Koi no Fuga
- 18 mai 2005 : Ai no Imi wo Oshiete!
- 7 septembre 2005 : Miss Love Tantei
- (prévu pour le 8 mars 2006, sortie annulée) : Dō ni mo Tomaranai

Albums
- 2 juin 2004 : Duo U&U
- 2 mars 2005 2nd W
- (prévu pour le 15 mars 2006, sortie annulée) W3 : Faithful

### Avec Mini Moni
Singles
- 2001-01-17 : Mini Moni Jankenpyon! / Haru Natsu Aki Fuyu Daisukki!
- 2001-09-12 : Mini Moni Telephone! Rin Rin Rin / Mini Moni Bus Guide
- 2001-12-05 : Mini Hams no Ai no Uta (en tant que Mini Hams)
- 2002-01-30 : Mini Moni Hina Matsuri! / Mini Strawberry Pie
- 2002-04-24 : Ai~n Taisō / Ai~n! Dance no Uta (en tant que Baka Tono Sama to Mini Moni Hime)
- 2002-11-27 : Genki Jirushi no Ōmori Song / Okashi Tsukutte Okkasuii! (par Mini Moni to Takahashi Ai + 4KIDS)
- 2002-12-04 : Mini Hams no Kekkon Song (en tant que Mini Hams)
- 2003-04-09 : Rock 'n' Roll Kenchō Shozaichi ~Oboechaina Series~
- 2003-05-14 : Mini Moni Kazoe Uta ~Ofuro Version~ / Mini Moni Kazoe Uta ~Date Version~
- 2003-10-16 : Crazy About You
- 2003-11-19 : Mirakururun Grand Purin! / Pi~hyara Kōta (par Mini Hams / Purin chan)
- 2004-04-21 : Lucky Cha Cha Cha!

Albums
- 2002-06-26 : Mini Moni Song Daihyakka Ichimaki
- 2004-02-11 : Mini Moni Songs 2

### Avec Girls Beat
Singles
- 22 juillet 2014 : Sekai Seifuku
- 10 septembre 2014 : Mada, Yareru

Album
- 19 mars 2016 : Get Ready

### Autres participations
Singles
- 4 juillet 2001 : Chu! Natsu Party (avec 3nin Matsuri)
- 3 juillet 2002 : Shiawase Beam! Suki Suki Beam! (avec Happy 7)
- 9 juillet 2003 : Get Up! Rapper (avec SALT5)
- 18 septembre 2003 : Hare Ame Nochi Suki (avec Morning Musume Sakura Gumi)
- 25 février 2004 : Sakura Mankai (avec Morning Musume Sakura Gumi)
- 1er décembre 2004 : All for One & One for All! (avec H.P. All Stars)

Albums
- 10 juillet 2002 : Hawaiian de Kiku Morning Musume Single Collection (avec "Takagi Boo to Morning Musume, Coconuts Musume...")

(+ compilations diverses)

## Filmographie
Films
- 2000 : Pinch Runner (ピンチランナー) (caméo)
- 2002 : Tokkaekko (とっかえっ娘。)
- 2003 : Mini Moni ja Movie: Okashi na Daibōken! (ミニモニ。じゃムービーお菓子な大冒険)
- 2009 : Kung Fu Chefs (Gong fu chu shen)
- 2009 : Benten-dori no Hitobito
- 2009 : Ju-on: Kuroi Shojo
- 2009 : Hana Oni
- 2010 : Niku Shokukei Joshi
- 2010 : The Haunting Lover

Dramas
- 2001 : Kochira Dai-san Shakaibu こちら第三社会部
- 2002 : Kochira Hon Ikegami Sho こちら本池上署
- 2002 : Tou-san no Natsu Matsuri 父さんの夏祭り
- 2002 : Angel Hearts (avec Morning Musume)
- 2002 : Morning Musume Seishun Love Stories : Toki o Kakeru Shojo (téléfilm, adaptation de La Traversée du temps ; avec Morning Musume)
- 2002 : Kochira Hon Ikegami Sho 1
- 2003 : Victory! ~Foot Girls no Seishun (VICTORY! ～フットガールズの青春～) (avec Aya Matsura et quelques Morning Musume)
- 2003 : Kochira Hon Ikegami Sho 2
- 2004 : Kochira Hon Ikegami Sho 3
- 2004 : Kochira Hon Ikegami Sho 4
- 2004 : Mini Moni de Bremen no Ongakutai (ミニモニ。でブレーメンの音楽隊) (rôle principal des épisodes 9 à 12 ; avec Mini Moni)
- 2005 : Kochira Hon Ikegami Sho 5
- 2008 : Tonsure
- 2008 : Nihonshi Suspens Gekijō
- 2009 : Ikemen Shin Sobaya Tantei

## Divers
Émissions TV
- 2000–2006 : Hello! Morning (H!P, avec Morning Musume et Mini Moni)
- 2004 : Futarigoto  (H!P)

DVD
- 2008 : Kago Channel (Vol.1)
- 2008 : Kago Channel (Vol.2)
- 2009 : Gekkan Kago Ai - marionnette
- 2009 : Micchaku Kago Ai
- 2009 : Kago Ai VS. FRIDAY
- 2010 : LOS ANGELES
- 2011 : Ai Kago meets Jazz ~The First Door Live~

Comédies musicales et théâtres
- 2005 : Fushigi Shoujo Tantei Cara & Mel, Ma no Violin Dounan Jiken (ふしぎ少女探偵 キャラ&メル 魔のヴァイオリン盗難事件)

Radio
- 2000-2002 : Tanpopo Henshubu OH-SO-RO!
- 2001-2003 : Minimoni. no Minna HAPPY!
- 2003-2004 : Young Town Douyoubi

Photobooks
- 2002-05-23 : Tsuji Kago (avec Nozomi Tsuji)
- 2003-09-xx : Pocket Morning Musume. (Volume. 1) (avec Rika Ishikawa, Hitomi Yoshizawa, Nozomi Tsuji)
- 2003-11-22 : KAGO ai: Go on the Journey!
- 2004-01-07 : 50W
- 2004-12-04 : U+U=W
- 2008 : Kago Ai LIVE - Kago Ai no Miseinen Hakusho (essai)
- 2009 : Gekkan Kago Ai - Super Cargo (photobook + interview)
- 2009 : Gekkan Kago Ai - Super Remix (photobook)
- 2009 : Kago Ai Kinyōbi (photobook)
- 2010 : Kago Ai Shashinshū LOS ANGELES (photobook)

## Liens
- (ja) Blog officiel
- « Ai Kago » (présentation), sur l'Internet Movie Database
- (ja) Site officiel de son ancien groupe Girls Beat.